# كأس النرويج 2004
كأس النرويج 2004 (بالنرويجية: Norgesmesterskapet i fotball for menn 2004)‏ هو موسم من كأس النرويج. أقيم خلال الفترة 5 مايو 2004 وحتى 7 نوفمبر 2004، وأشرف على تنظيمه اتحاد النرويج لكرة القدم، وكان عدد الأندية المشاركة فيه 32، وفاز فيه نادي بران.